# Polycentropus thaxtoni
Polycentropus thaxtoni är en nattsländeart som beskrevs av Hamilton och Ralph W. Holzenthal 1986. Polycentropus thaxtoni ingår i släktet Polycentropus och familjen fångstnätnattsländor. Inga underarter finns listade i Catalogue of Life.